# Fiat 70
Fiat 70 a fost un automobil produs de constructorul italian Fiat între anii 1915 și 1920. Acest model era echipat cu un motor cu patru cilindri în linie, având o capacitate de 2 litri, care dezvolta 21 CP și îi permitea să atingă o viteză maximă de 70 km/h. În total, au fost fabricate aproximativ 1.000 de unități, aproape toate fiind destinate armatei italiene.
Automobilul era considerat avansat pentru perioada sa, fiind dotat cu un sistem electric complet.
Modelul Fiat 70 a fost ulterior înlocuit de Fiat 501.